# فينر أ. شيس جونيور
فينر أ. شيس جونيور (بالإنجليزية: Fenner A. Chace, Jr.)‏ هو عالم حيوانات أمريكي، ولد في 5 أكتوبر 1908، وتوفي في 30 مايو 2004.